# Reyer Venezia Mestre Femminile 2013-2014
La stagione 2013-2014 della Umana Venezia è stata la undicesima disputata in Serie A1 dalla rifondazione del 1998.
La società veneziana è arrivata quinta in A1, perdendo i quarti di finale scudetto contro Lucca.

## Verdetti stagionali
Competizioni nazionali
- Serie A1:

stagione regolare: 5º posto su 11 squadre (11-9);
play-off: sconfitta nei quarti di finale da Lucca (0-2).

## Rosa
|    | Naz.                   | Ruolo | Sportivo              | Anno | Alt. |  |  |
| -- | ---------------------- | ----- | --------------------- | ---- | ---- |  |  |
| 4  | Italia (bandiera)      | G     | Francesca Melchiori   | 1993 | 170  |  |  |
| 5  | Italia (bandiera)      | P     | Debora Carangelo      | 1992 | 163  |  |  |
| 6  | Italia (bandiera)      | P     | Sofia Marangoni       | 1995 | 174  |  |  |
| 7  | Italia (bandiera)      | GA    | Giovanna Pertile      | 1992 | 177  |  |  |
| 8  | Italia (bandiera)      | G     | Antonia Peresson      | 1995 | 174  |  |  |
| 9  | Italia (bandiera)      | P     | Francesca Zara        | 1976 | 178  |  |  |
| 10 | Italia (bandiera)      | GA    | Allegra Botteghi      | 1995 | 178  |  |  |
| 11 | Italia (bandiera)      | C     | Giulia Vanin          | 1995 | 186  |  |  |
| 12 | Italia (bandiera)      | PG    | Giulia Scaramuzza     | 1994 | 167  |  |  |
| 13 | Italia (bandiera)      | AC    | Alessandra Formica    | 1993 | 193  |  |  |
| 14 | Slovenia (bandiera)    | AC    | Marie Růžičková       | 1986 | 192  |  |  |
| 15 | Stati Uniti (bandiera) | G     | Shannon McCallum      | 1987 | 177  |  |  |
| 16 | Italia (bandiera)      | AC    | Giuditta Nicolodi     | 1995 | 181  |  |  |
| 18 | Italia (bandiera)      | C     | Eleonora Zizola       | 1994 | 184  |  |  |
| 20 | Romania (bandiera)     | AC    | Simina Andra Mandache | 1981 | 185  |  |  |
| 22 | Italia (bandiera)      | A     | Elisa Penna           | 1995 | 185  |  |  |

- Allenatore: Andrea Liberalotto
- Vice Allenatore: Stefano Bonivento
- Vice Allenatore: Gabriele Cagliani